# Isabelle Périgault
Isabelle Périgault, née le 4 septembre 1971 au Raincy, est une femme politique française.

## Biographie

### Carrière
Elle exerce comme directrice générale de collectivités.

### Parcours politique
Elle devient maire de la commune du Plessis-Feu-Aussoux en 2014, et présidente de la communauté de communes du Val Briard en 2018.
Elle est investie par le parti politique Les Républicains dans la quatrième circonscription de Seine-et-Marne pour les élections législatives françaises de 2022 en prévision de la succession de Christian Jacob. Elle est alors élue députée de justesse, avec 859 voix d'avance, face au candidat du Rassemblement national Aymeric Durox,.
Interrogée par la presse en mai 2022, avant son élection, elle déclare vouloir s'engager pour « faciliter la mobilité », « améliorer l’offre de santé » en favorisant l'installation de nouveaux médecins, et « favoriser le maintien des services publics » tels que les guichets des gares SNCF et les bureaux de La Poste.
À la suite de la dissolution de l'Assemblée nationale le 9 juin 2024, elle est de nouveau candidate aux législatives. Elle est défaite, le 7 juillet 2024, par un candidat Rassemblement national et perd son mandat de députée.